# Маслобоев, Сергей
Сергей Маслобоев (род. 22 мая 1987, Клайпеда, ЛССР, СССР) — литовский кикбоксёр, боксёр а также боец смешанных единоборств русского происхождения, в настоящее время действующий боец Glory, где ранее владел титулом чемпиона в полутяжёлом весе. Был признан третьим лучшим бойцом  в мире в полутяжёлом весе по версии Combat Press по состоянию на сентябрь 2022 года, и третьим лучшим кикбоксёром в мире по версии Beyond Kickboxing по состоянию на октябрь 2022 года. Маслобоев — бывший двукратный «король королей» — чемпион промоушена King of Kings в супертяжёлом весе.

## Титулы и достижения

### Кикбоксинг

#### Профессиональный
- 2007 Чемпион WKA в супертяжёлом весе
- 2009 Чемпион Балтии по муай тай в полутяжёлом весе
- 2011 Победитель Гран-при Европы в супертяжёлом весе КОК
- 2015 Чемпион мира по кикбоксингу Европейского союза боевых видов спорта в полутяжёлом весе
- 2015 Титул чемпиона КОК в полутяжёлом весе
- 2017 Чемпион мира по К-1 по версии WAKO среди профессионалов в полутяжёлом весе
- 2022 Чемпион Glory в полутяжёлом весе

#### Любительский
- 2012 Чемпионат Европы WAKO −91 кг
- 2013 Чемпионат Польши по кикбоксингу −91 кг
- 2013 Чемпионат мира WAKO по К-1 −91 кг
- 2014 Чемпионат Европы WAKO −91 кг
- 2018 Чемпионат мира WAK-1F по К-1 −91 кг
- 2019 Чемпионат мира WAKO по К-1 −91 кг

### Бокс
- 2012 Победитель турнира Bigger’s Better 17 в супертяжёлом весе
- 2013 Победитель турнира Bigger’s Better 26 в супертяжёлом весе

## Статистика в профессиональном ММА
| Боёв 17          | Побед 11 | Поражений 6 |
| ---------------- | -------- | ----------- |
| Нокаутом         | 4        | 1           |
| Сдачей           | 6        | 4           |
| Решением         | 1        | 0           |
| Дисквалификацией | 0        | 1           |

| Результат | Рекорд | Соперник            | Способ                          | Турнир                                            | Дата            | Раунд | Время | Место                      | Примечание |
| --------- | ------ | ------------------- | ------------------------------- | ------------------------------------------------- | --------------- | ----- | ----- | -------------------------- | ---------- |
| Победа    | 11-6   | Николай Гарбуз      | Техническим нокаутом (удары)    | MMA Bushido 77 — Fighting Championship in Vilnius | 3 мая 2019      | 1     | 0:00  | Вильнюс, Литва             |            |
| Победа    | 10-6   | Алексей Гуреев      | Нокаутом (удар)                 | VFC — Verdict Fighting Championship 1             | 11 февраля 2012 | 1     | 0:00  | Москва, Россия             |            |
| Победа    | 9-6    | Римгаудас Куткайтис | Сабмишном (рычаг локтя)         | RF 6 — Real Fights 6                              | 18 октября 2009 | 1     | 1:24  | Вильнюс, Литва             |            |
| Победа    | 8-6    | Валдас Поцевичус    | Решением (единогласным)         | RF 6 — Real Fights 6                              | 18 октября 2009 | 3     | 5:00  | Вильнюс, Литва             |            |
| Поражение | 7-6    | Джефф Монсон        | Сабмишном (удушение север-юг)   | CW 11 — Decade                                    | 29 марта 2009   | 2     | 2:30  | Белфаст, Северная Ирландия |            |
| Победа    | 7-5    | Колин Лэрд          | Техническим нокаутом            | Cage Rage — Contenders: Ireland vs. Belgium       | 3 мая 2008      | 1     | 0:00  | Дублин, Ирландия           |            |
| Победа    | 6-5    | Сильвештер Силбонд  | Сабмишном (удушение сзади)      | CFC 2 — Cage Fighters Championships 2             | 24 февраля 2008 | 1     | 3:48  | Лондон, Англия             |            |
| Победа    | 5-5    | Колин Секстон       | Сабмишном (скручивание пятки)   | GR 23 — Goshin Ryu 23                             | 23 февраля 2008 | 1     | 3:20  | Англия                     |            |
| Поражение | 4-5    | Бруно Карвалью      | Дисквалификацией (соккер-кик)   | The Zone FC 1 — The Zone                          | 9 февраля 2008  | 3     | 1:30  | Стокгольм, Швеция          |            |
| Победа    | 4-4    | Тим Маккрори        | Сабмишном (удушение гильотиной) | MPR 1 — Money Power Respect 1                     | 27 января 2008  | 1     | 1:36  | Англия                     |            |
| Победа    | 3-4    | Дэйв Добни          | Нокаутом (удары коленями)       | GR 22 — Goshin Ryu 22                             | 24 ноября 2007  | 1     | 2:09  | Англия                     |            |
| Победа    | 2-4    | Кевин Томпсон       | Сабмишном (кимура)              | WIW 4 — War in Workington 4                       | 11 августа 2007 | 2     | 0:00  | Камбрия, Англия            |            |
| Поражение | 1-4    | Ромуальдс Гаркулис  | Сабмишном (рычаг локтя)         | WFCA — Gladiators Fight 8                         | 13 мая 2007     | 0     | 0:00  | Рига, Латвия               |            |
| Поражение | 1-3    | Майкл Эттл          | Сабмишном (рычаг локтя)         | CFS 1 — Cage Fight Series 1                       | 28 апреля 2007  | 1     | 3:08  | Грац, Австрия              |            |
| Поражение | 1-2    | Атте Бэкмен         | Техническим нокаутом            | FF 18 — Fight Festival 18                         | 13 мая 2006     | 1     | 2:25  | Хельсинки, Финляндия       |            |
| Поражение | 1-1    | Андрейс Зозуля      | Сабмишном (удушение гильотиной) | WFCA — Gladiators Fight 5                         | 23 апреля 2006  | 1     | 0:45  | Рига, Латвия               |            |
| Победа    | 1-0    | Рэймонд Михэлиов    | Сабмишном (рычаг локтя)         | WFCA — Gladiators Fight 2                         | 5 февраля 2006  | 1     | 2:07  | Рига, Латвия               |            |